# Ernesto Sabato
Ernesto Sabato (Rojas, 1911. június 24. – Santos Lugares, 2011. április 30.) argentin regényíró, esszéista, festő és fizikus volt. A BBC szerint „elnyerte a latin-amerikai irodalom legrangosabb díjait”, és „nagy befolyással bírt az irodalmi életben egész Latin-Amerikában”. Halálakor az El País az „argentin irodalom utolsó klasszikus írójának” nevezte.
Sabato megkülönböztető jegye volt a kopasz fejbőr és a kefebajusz, színezett szemüveget és nyitott nyakú inget viselt. Rojasban született, egy Buenos Aires tartománybeli kisvárosban. A Colegio Nacional de La Platában kezdte meg tanulmányait. Ezután fizikát tanult az Universidad Nacional de La Plata egyetemen, ahol doktori fokozatot szerzett. Ezután a párizsi Sorbonne-ra járt, és a Curie Intézetben dolgozott. A második világháború után elvesztette érdeklődését a tudomány iránt, és írni kezdett.
Sabato életműve három regényt tartalmaz: El Túnel (1948), Sobre héroes y tumbas (1961) és Abaddón el exterminador (1974). Az elsőt a kritikusok már megjelenésekor elismeréssel fogadták, többek között Albert Camus és Thomas Mann írótársak. A másodikat a mesterművének tartják, bár majdnem elégette, mint sok más művét. Sabato esszéi olyan különböző témákat érintenek, mint a metafizika, a politika és a tangó. Írásaiért számos nemzetközi díjat kapott, többek között a Miguel de Cervantes-díjat (Spanyolország), a Becsületrendet (Franciaország), a Jeruzsálem-díjat (Izrael) és a Prix du Meilleur Livre Étranger-t (Franciaország).
Raúl Alfonsín elnök felkérésére ő elnökölte a CONADEP-bizottságot, amely az 1970-es évek piszkos háborúja során eltűntek sorsát vizsgálta. A vizsgálat eredményét 1984-ben Nunca Más (Soha többé) címmel tették közzé.

## Életrajza

### Korai évek
Ernesto Sabato a Buenos Aires tartománybeli Rojasban született Francesco Sabato és Giovanna Maria Ferrari, calabriai olasz bevándorlók fiaként. Apja Fuscaldóból származott, anyja pedig arbëreshë (albán kisebbség Olaszországban) volt San Martino di Finitából. Ő volt a tizedik a 11 gyermek közül. Mivel kilencedik testvére halála után született, az Ernesto nevet kapta ő is.
1924-ben Rojasban fejezte be az általános iskolát, majd La Plata városában telepedett le, hogy középiskolai tanulmányait a Colegio Nacional de La Plata iskolában folytassa. Itt ismerkedett meg Pedro Henríquez Ureña professzorral, aki írói pályafutásának korai inspirálója volt. 1929-ben kezdte meg a főiskolát, az Universidad Nacional de La Plata fizika-matematika szakára járt.
Aktív tagja volt a Reforma Universitaria mozgalomnak, 1933-ban – kommunista eszméket valló – „Insurrexit csoportot” alapított többek között Héctor P. Agostival, Ángel Hurtado de Mendozával és Paulino González Alberdivel együtt.
1933-ban a Federación Juvenil Comunista (Kommunista Ifjúsági Szövetség) főtitkárává választották. Egy marxizmusról szóló előadáson megismerkedett a 17 éves Matilde Kusminsky Richterrel, aki elhagyta a szülői házat, hogy Sabatoval éljen.
1934-ben kezdett kételkedni a kommunizmusban és Sztálin rendszerében. Az Argentin Kommunista Párt, amely ezt észrevette, két évre a Nemzetközi Lenin Iskolába küldte. Sabato szerint „ez egy olyan hely volt, ahol vagy meggyógyultál, vagy gulágon vagy pszichiátrián végezted”. Mielőtt Moszkvába érkezett volna, az Argentin Kommunista Párt küldöttjeként Brüsszelbe utazott a „Fasizmus és a háború elleni kongresszusra”. Ott, miután félt, hogy nem tér vissza Moszkvából, otthagyta a kongresszust, és Párizsba menekült. Itt írta első regényét: La Fuente Muda, amely kiadatlan maradt. Miután visszatért Buenos Airesbe, 1936-ban feleségül vette Matilde Kusminsky Richtert.

### Tudományos évei
1938-ban az Universidad Nacional de La Platán fizikából doktorált. Bernardo Houssay-nak köszönhetően kutatói ösztöndíjat kapott a párizsi Curie Intézetben az atomsugárzással kapcsolatban. 1938. május 25-én megszületett Jorge Federico Sabato, első fia. Franciaországban tartózkodása alatt kapcsolatba került a szürrealista mozgalommal, többek között Óscar Domínguez, Benjamin Péret, Roberto Matta Echaurren és Esteban Francés műveit tanulmányozta. Ez nagy hatással volt későbbi írói munkásságára.

„Az antagonizmusok ezen időszakában délelőttönként elektrométerekkel és mérőhengerekkel temetkeztem, az éjszakákat pedig bárokban töltöttem, a delíriumos szürrealistákkal. A Dôme-ban és a Deux Magots-ban, a káosz és a mértéktelenség eme hírnökeivel részegen, sok órát töltöttünk azzal, hogy kitűnő hullákat alkossunk.”

– Ernesto Sabato.

1939-ben átkerült a Massachusetts Institute of Technology-hoz. Egyszer 1940-ben visszatért Argentínába azzal a szándékkal, hogy maga mögött hagyja a fizikát. Sabato azonban az ösztöndíjáért felelősök iránti kötelezettségét teljesítve elkezdett tanítani az Universidad de La Platán a mérnöki felvételi, valamint a relativitáselmélet és a kvantummechanika posztgraduális képzésen. 1943-ban egy „egzisztenciális válság” miatt végleg otthagyta a tudományt, hogy főállású író és festő legyen.

„A Curie Intézetben, ami az egyik legmagasabb cél egy fizikus számára, üresen találtam magam. A hitetlenségtől megverve, a tehetetlenség miatt mentem tovább, amit a lelkem elutasított.”

– Ernesto Sabato

1945-ben megszületett második fia, Mario Sábato.

### Írói karrier

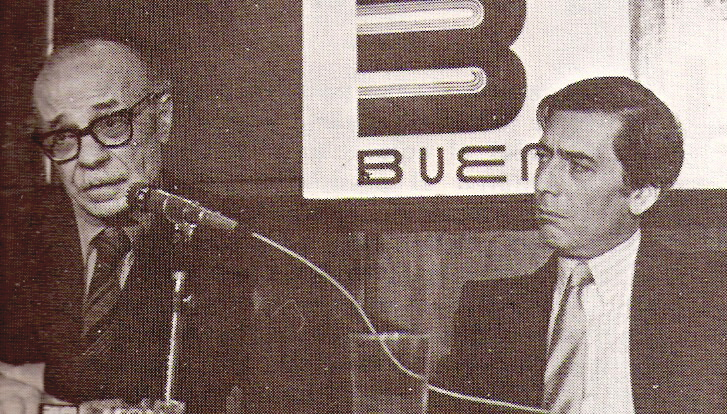
Ernesto Sabato Mario Vargas Llosa perui íróval 1981-ben

1941-ben Sabato első irodalmi művét, egy cikket Adolfo Bioy Casares La invención de Morel című művéről a La Plata-i Teseo című folyóiratban publikálta. Pedro Henríquez Ureñával közösen szintén közreműködött a neves Sur magazinban.
1942-ben a Sur magazinnál dolgozott, ahol könyveket bírált, a „Calendario” rovat vezetője lett, és részt vett a Sur nº 94-ben megjelent „Desagravio a Borges”-ben. Cikkei jelentek meg a La Naciónban, valamint George Gamow A Nap születése és halála című művének fordítása. A következő évben kiadta Bertrand Russell A relativitáselmélet ABC-je fordítását.
1945-ben jelent meg első könyve, az Uno y el Universo, amely a tudomány látszólagos erkölcsi semlegességét bíráló és a technológiai társadalmak dehumanizációs folyamataira figyelmeztető esszé-sorozat; idővel a libertárius és humanista álláspont felé fordult. Ugyanebben az évben Buenos Aires önkormányzata díjjal jutalmazta könyvéért, valamint a Sociedad Argentina de Escritores díszpálcáját.
1948-ban, miután több Buenos Aires-i szerkesztő visszautasította, Sabato a Surban adta ki első, El túnel című, egyes szám első személyben elbeszélt lélektani regényét. Az egzisztencialista keretbe foglalt regényt Albert Camus lelkes kritikával fogadta, és a Gallimard kiadta a francia fordítást. A könyvet több mint 10 nyelvre fordították le, másoknak is tetszett a könyv, többek között Thomas Mannnak.
A francia irodalmi szakma Sabato Abaddon, el Exterminador (A sötétség angyala) című könyvét 1976 legjobb külföldi könyvének választotta.
Legidősebb fia, Jorge 1995. február 10-én, 56 éves korában autóbalesetben meghalt. 1998-ban Sabato felesége is meghalt.
1999-ben eredeti argentin állampolgársága mellett olasz állampolgárságot is szerzett.
Sabato 2011. április 30-án halt meg Santos Lugaresben, két hónappal a 100. születésnapja előtt. Halálát hörghurut okozta, társa és munkatársa, Elvira González Fraga szerint. Az El Mundo című spanyol lap szerint ő volt „az utolsó túlélő argentin író, nagy Í-betűvel”.

## Művei

### Regények
- 1948: El túnel(wd)
- 1961: Sobre héroes y tumbas(wd)
- 1974: Abaddón el exterminador(wd)

### Magyarul megjelent
- Az alagút (El túnel) – Európa, Budapest, 1987 (Modern könyvtár) · ISBN 963074323X · fordította: Szőnyi Ferenc

## Tiszteletadás
2019. június 24-én, Sábato 108. születésnapján egy Google doodle-lal tisztelegtek előtte.

## Fordítás
- Ez a szócikk részben vagy egészben  az   Ernesto Sabato című angol Wikipédia-szócikk fordításán alapul.  Az eredeti cikk szerkesztőit annak laptörténete sorolja fel. Ez a jelzés csupán a megfogalmazás eredetét és a szerzői jogokat jelzi, nem szolgál a cikkben szereplő információk forrásmegjelöléseként.